# Mimosybra laevicollis
Mimosybra laevicollis es una especie de escarabajo del género Mimosybra, familia Cerambycidae. Fue descrita científicamente por Breuning en 1939.
Se distribuye por Papúa Nueva Guinea. Posee una longitud corporal de 10 milímetros. El período de vuelo de esta especie ocurre en el mes de abril.